# Boel
Boel är ett fornnordiskt kvinnonamn, ursprungligen Bothildr som är sammansatt av orden bot, hjälp och hildr som betyder strid. Andra varianter av namnet är Bothild, Bodil och Botilda.
Namnet har använts i Skåne, med stavningen Boeld, sedan 1400-talet, och fick allmän spridning i Sverige i mitten på 1800-talet. Namnet har inte haft någon riktig popularitetsperiod, och har oftast legat utanför 300-i-topp-listan.[källa behövs]
Den 31 december 2014 fanns det totalt 2 509 kvinnor folkbokförda i Sverige med namnet Boel, varav 1435 bar det som tilltalsnamn.
Namnsdag: 26 januari, (1986–1992: 5 juni), delas med Bodil.

## Personer med namnet Boel
- Boel Flodgren, svensk professor i juridik, f.d. rektor för Lunds universitet
- Boel Gerell, svensk författare
- Boel Larsson, svensk skådespelerska
- Boel Werner, svensk författare
- Boel Westin, svensk professor i litteraturvetenskap

## Personer med efternamnet Boel
- Hanne Boel, dansk sångerska
- Mariann Fischer Boel, dansk politiker, EU-kommissionär
- Peeter Boel, flamländsk konstnär